# Podróże apostolskie Pawła VI
Podróże apostolskie Pawła VI – lista podróży apostolskich papieża Pawła VI:

Mapa krajów, które odwiedził papież Paweł VI.

## Zagraniczne podróże apostolskie papieża Pawła VI
| Lp.  | Podróż            | Data wizyty             | Państwa                                                                              |
| 1964 | 1964              | 1964                    | 1964                                                                                 |
| ---- | ----------------- | ----------------------- | ------------------------------------------------------------------------------------ |
| 1    | podróż apostolska | 4–6 stycznia            | Izrael, Jordania                                                                     |
| 2    | podróż apostolska | 2–5 grudnia             | Liban, Indie                                                                         |
| 1965 |                   |                         |                                                                                      |
| 3    | podróż apostolska | 4 października          | Stany Zjednoczone                                                                    |
| 1967 |                   |                         |                                                                                      |
| 4    | podróż apostolska | 13 maja                 | Portugalia                                                                           |
| 5    | podróż apostolska | 25 lipca–26 lipca       | Turcja                                                                               |
| 1968 |                   |                         |                                                                                      |
| 6    | podróż apostolska | 21 sierpnia–25 sierpnia | Kolumbia, Bermudy                                                                    |
| 1969 |                   |                         |                                                                                      |
| 7    | podróż apostolska | 10 czerwca              | Szwajcaria                                                                           |
| 8    | podróż apostolska | 31 lipca–2 sierpnia     | Uganda                                                                               |
| 1970 |                   |                         |                                                                                      |
| 9    | podróż apostolska | 25 listopada–5 grudnia  | Iran, Pakistan, Filipiny, Samoa Amerykańskie, Australia, Indonezja, Hongkong, Cejlon |